# Coteaux-du-littoral-audois
Le coteaux-du-littoral-audois, appelé vin de pays des coteaux du littoral audois jusqu'en 2009, est un vin français d'indication géographique protégée (le nouveau nom des vins de pays) de zone du vignoble du Languedoc-Roussillon, produit près de la ville de Narbonne, dans l'Aude.

## Histoire

### Préhistoire

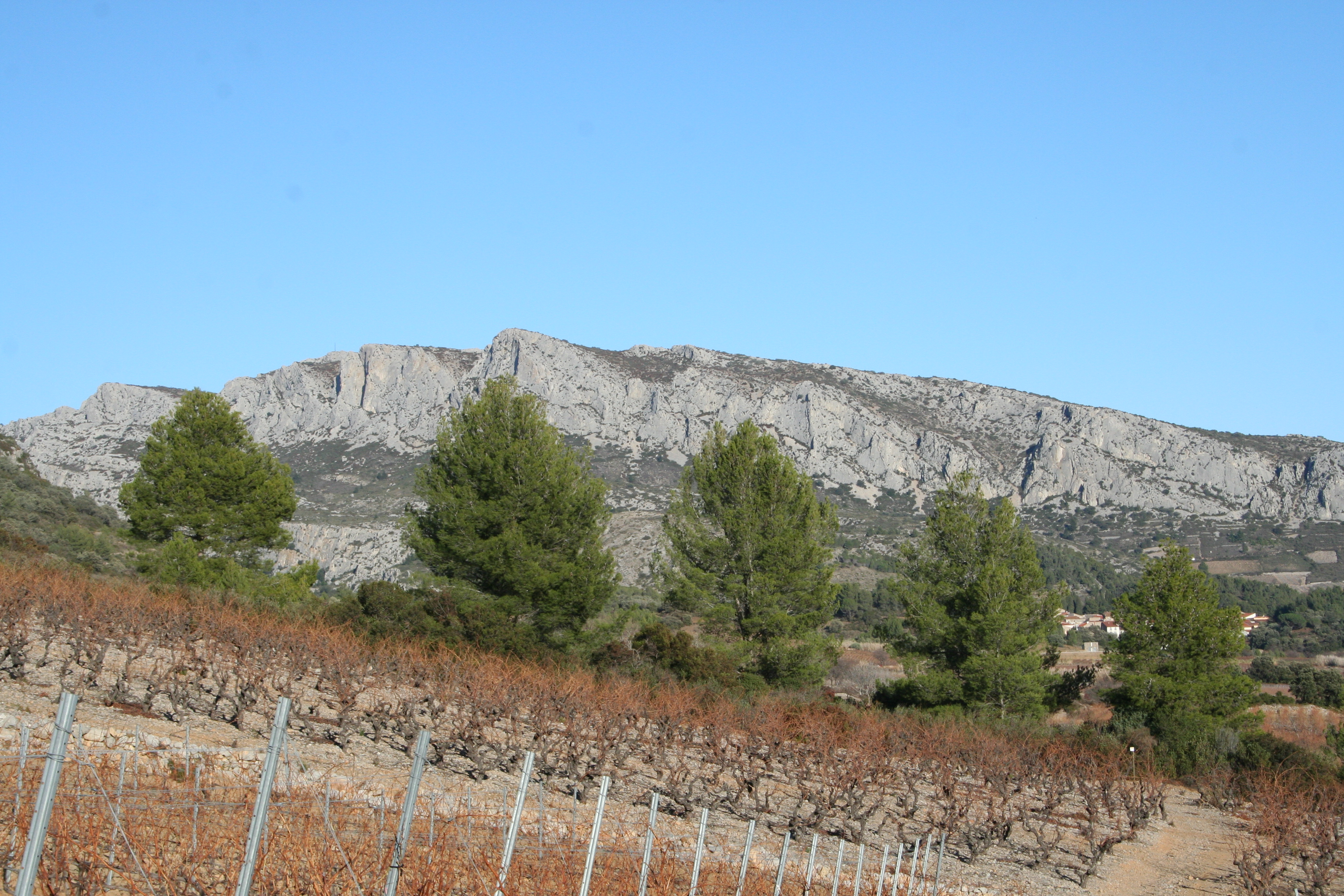
Vignes à l'entrée des gorges des Gouleyrous à Tautavel

L'appellation jouxte Tautavel. C'est sur le site préhistorique de la caune de l'Arago, qui se trouve sur cette commune qu'ont été retrouvés des restes humains et des vestiges lithiques du Paléolithique inférieur. Le dépôt, épais d'une dizaine de mètres, couvre la majeure partie du Pléistocène moyen et a fait l'objet de nombreuses tentatives de datations radiométriques parfois contradictoires. Des âges limites d’environ 700 et 350 000 ans ont été obtenus par la datation à l'uranium-thorium,,.
Entre -10000 et -3000 ans avant notre ère, les vestiges laissés par une communauté implantée sur du site actuel de Port-Leucate sont les témoins de la « révolution néolithique ». Connaissant l'agriculture et pratiquant l'élevage, elle utilisait aussi la poterie. Toute proche, au lieu-dit Pla-de-Fitou, une nécropole de l'âge du bronze a été mise au jour, preuve d'une implantation humaine pérenne sur le rivage méditerranéen.

### Antiquité

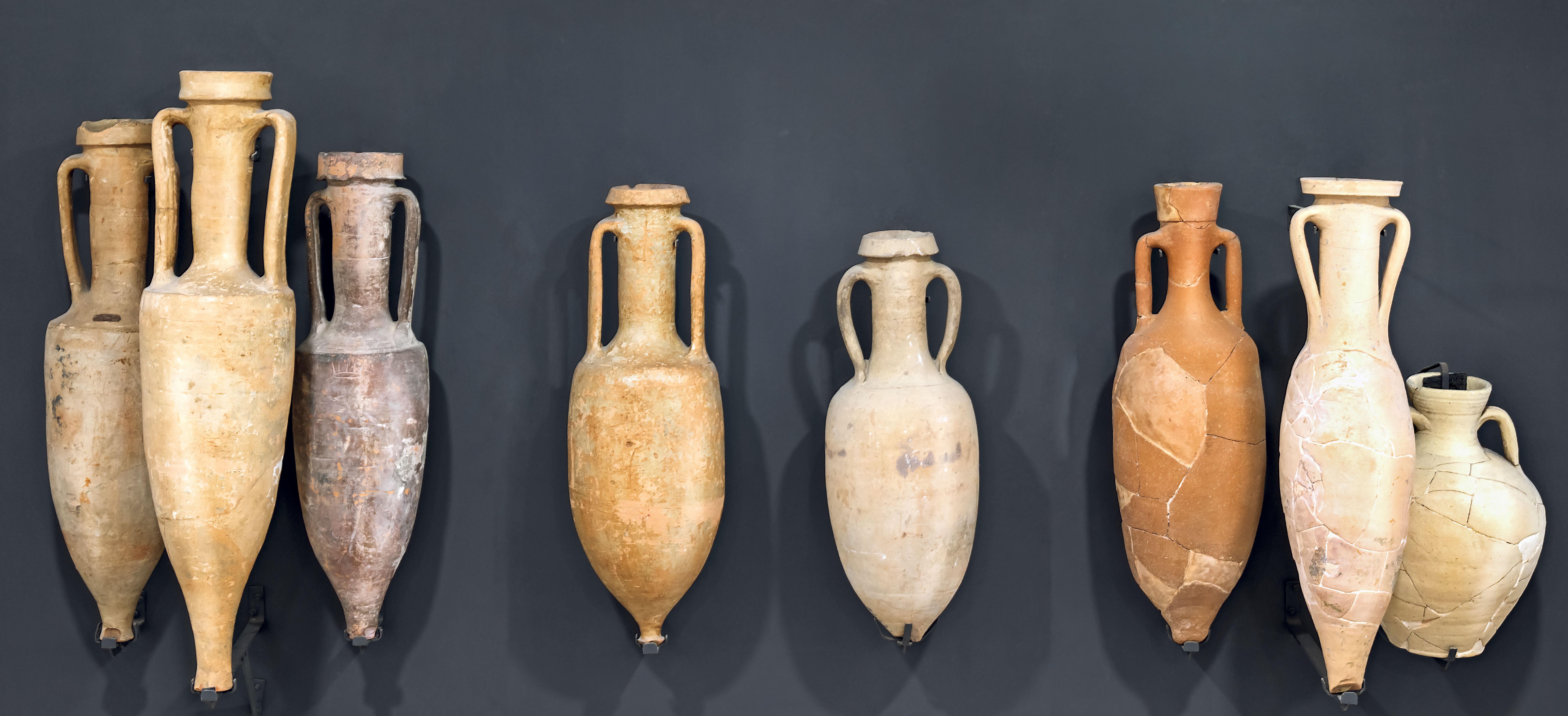
Amphores de la Narbonnaise, musée Saint-Raymond de Toulouse, à droite trois amphores de type Dressel 1B trouvés dans un puits funéraire à Vieille-Toulouse datant de la fin du IIe siècle avant notre ère et deux amphores de type Dressel 1A

Au VIIe siècle avant notre ère, les Phocéens fondèrent Massilia et prirent rapidement contact avec les populations autochtones des Corbières maritimes. Leucate (du grec leucos : blanc), tire son nom de la couleur de ses falaises. Le troc commercial se fit à la fois par mer et par terre. La première dénomination de la Voie domitienne fut la voie hérakléenne. Ce chemin d'Hercule évitait la lagune et passait par Fitou et Treilles. La culture de la vigne dans la région est contemporaine de cette présence hellénistique.
Face à l'agressivité des tribus celto-ligures, Massilia fit appel à Rome, son alliée. Les légions intervinrent en -125 et en profitèrent pour s'intailler à demeure et fonder la Provencia. La viticulture en fut fortement stimulée. Puis les Romains fondèrent en -118 une colonie romaine du nom de Colonia Narbo Martius d'après le nom du consul romain Quintus Marcius Rex. Traversée par la via Domitia, qui permettait de relier l'Italie et l'Espagne, elle eut Narbonne comme capitale. Le commerce du vin fut dès lors énorme à en croire la quantité d'amphores italiques de type Dressel 1 découvertes. Leur nombre se chiffre, dans l'Aude, à des dizaines de milliers. Plus de cent sites sur le département ont été fouillés. Les deux plus important sont ceux de La Lagaste, un oppidum-marché situé sur les communes de Pomas et Rouffiac-d'Aude, et de Lastours, un oppidum minier. La même concentration de ce type d'amphores se retrouve autour de Toulouse.
La cité de Narbonne devint ensuite capitale de toute la Gaule narbonnaise, créée en -27. Elle resta jusqu'à la fin de l'Antiquité romaine l'une des villes les plus importantes de la Gaule. Peu après le vignoble méridional de la Narbonnaise prit son essor véritable et ses vins commencèrent à être exportés en Italie. Cette période débuta vers la fin du règne d'Auguste, mort en -14 et prit un essor inattendu à partir de -79, avec la destruction du vignoble pompéien lors de l'éruption du Vésuve. Amphoralis, le musée archéologique de l'atelier de poterie antique de Sallèles-d'Aude, ouvert depuis décembre 1992 sur le site où ont été découverts dix-sept fours de potiers (maximum six fours en fonction à la fois) produisant des amphores, à partir du Ier siècle jusqu'au IIIe siècle en est le témoignage,.
La Pax romana va régner pendant plusieurs siècles sur les rives de la Méditerranée occidentale qui sont amplement colonisées comme le démontrent Fitou (Fitosium, borne romaine de la voie domitienne) ou l'anse du Paurel dénommée Portus Aurelianus, en l'honneur de l'empereur Aurélien. Par contre si la prospérité est évidente dans la partie nord-ouest de la lagune, où le site des Cabanes de Fitou semble avoir été aménagé en port servant à la construction de navires, les rivages de Leucate à Salses sont décrits sans implantation humaine (Ultra est Leucata, littoris nomen et Salsulae fons).

### Moyen Âge

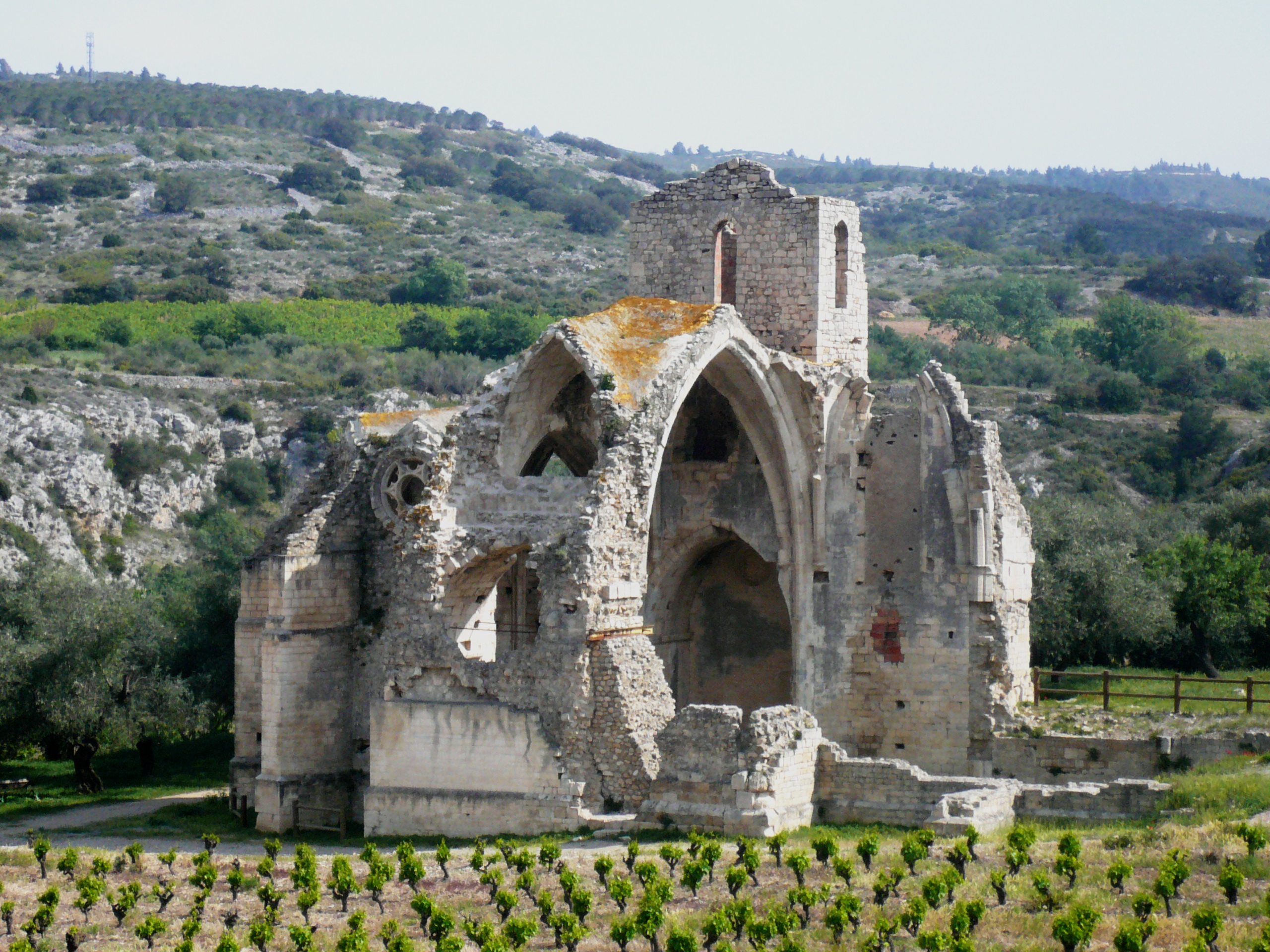
À Portel-des-Corbières, Notre-Dame des Oubiels et son vignoble

Lors des grandes invasions, le vignoble, fut quasiment délaissé et le vin produit à partir des treilles de jardin ou d'enclos. Ce ne fut qu'à partir du Xe siècle, que les cartulaires firent nettement la différence entre les vignes basses et les vignes hautes. C'est de cette période que date un toponyme comme Treilles dont la forme la plus ancienne est de Trolias, attestée en 966, qui fut ainsi nommé à partir du latin trichilla désignant une vigne palissée en hauteur. En 1246, après la croisade contre les Albigeois, la région ayant été annexée au domaine royal français, ses châteaux vont constituer, dès 1262, des points de surveillance et de défense stratégique entre le Languedoc méridional et l'Aragon. Le vignoble de plaine va perdurer jusqu'au début du XIVe siècle où la nécessité d'emblaver les terres riches, propices à l'abondance, repoussa la vigne vers les coteaux plus chiches mais plus qualitatifs.

### Période moderne

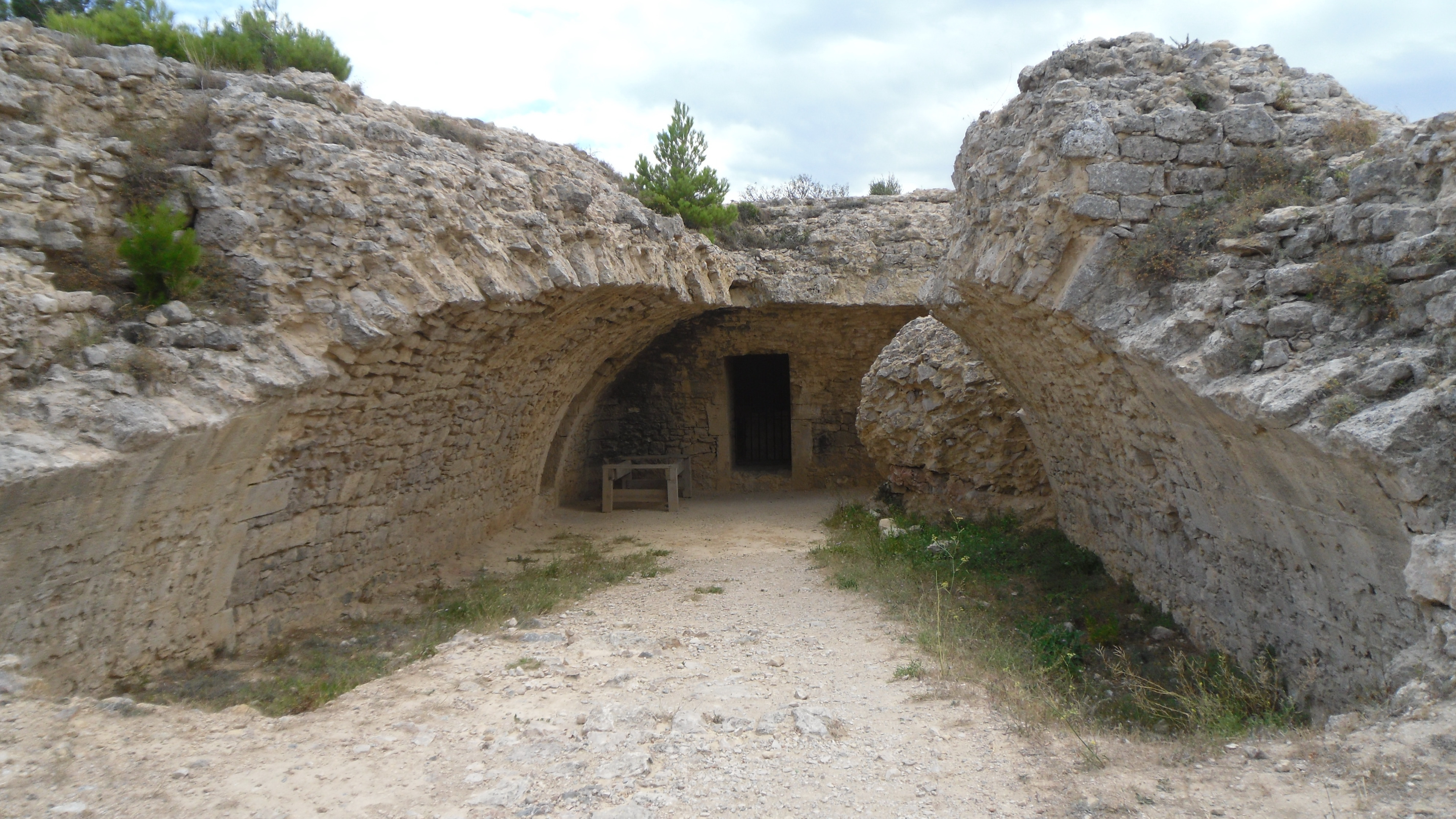
Le château de Leucate a été détruit en 1664

Mais dès le début du XVIe siècle, la culture de la vigne étant devenue plus rentable que celle des céréales, les coteaux et les terrasses devinrent insuffisants. Dès 1520, les vignobles redescendirent en plaine. Cet instant fut bref. En 1525, les Corbières maritimes furent occupées par Charles Quint, puis par les Espagnols en 1543. La région, avec Leucate comme place forte, défendit dès lors les marches d'Espagne. Elle a joué un rôle important en 1590 et en 1637 en résistant victorieusement à une nouvelle invasion des Espagnols. Le château de Leucate a été détruit en 1664.
Cette période correspond à une extension très importante du vignoble languedocien. Dès la fin du XVIIe siècle, ce fut la « ruée vers la garrigue », c'est-à-dire vers les communs et les vacants. Cette frénésie de planter prit des proportions énormes après le terrible gel de 1709. Les jardins furent même utilisés.
Pendant ce temps, en plaine, les grands domaines appartenant à la noblesse s'étaient orientés vers la viticulture extensive. Il y eut surproduction. Et tous ces petits vins issus de vignes arbustives prirent le chemin de la distillerie avec le soutien financier de banquiers de Montpellier.

### Période contemporaine

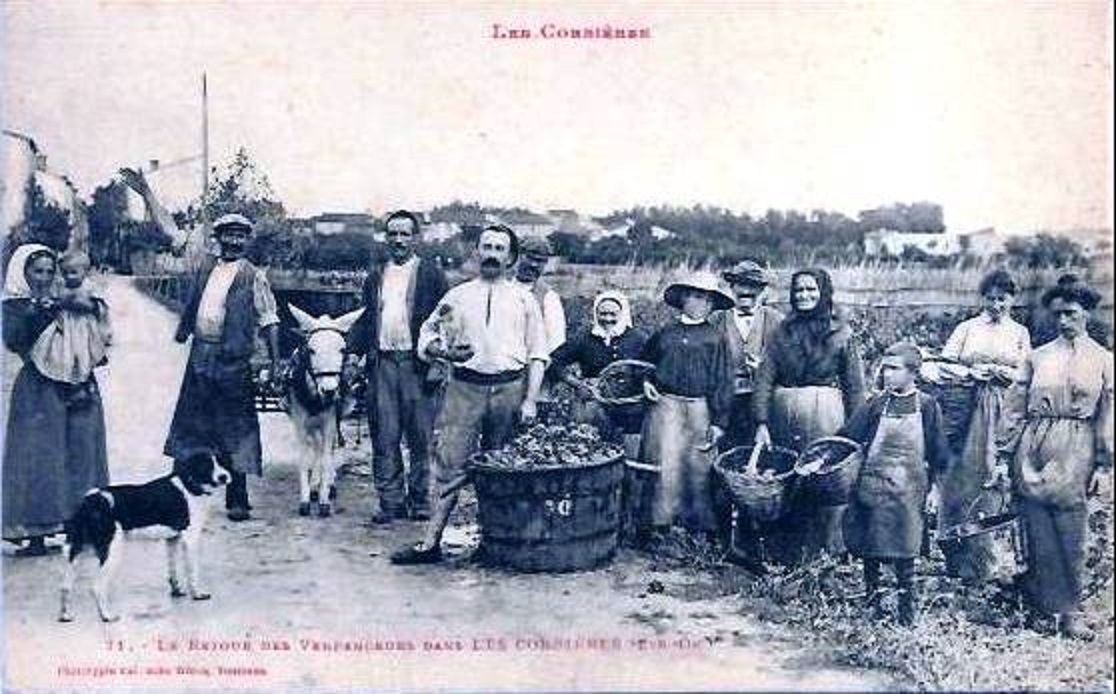
Colle de vendangeurs à Roquefort-des-Corbières

En 1853, l'arrivée du chemin de fer en Languedoc permit à sa viticulture d’élargir ses débouchés, notamment le nord et l'est de la France, régions industrielles où une part non négligeable du salaire des ouvriers passait dans l'achat de vin, ainsi que dans les grandes agglomérations françaises (Paris et sa banlieue, Lyon et la région de Saint-Étienne). La viticulture dut alors faire face à plusieurs crises : l'oïdium, qui apparut aux alentours de 1850, puis le phylloxéra en 1863, et à la fin du XIXe siècle, le mildiou. Alors que partout ailleurs, surtout dans le Nord-Ouest, la surface plantée en vignes fut en régression, dès que les moyens de lutter contre ces parasites furent trouvés, elle augmenta dans les départements de l'Aude, du Gard, de l'Hérault et des Pyrénées-Orientales. À eux quatre, ils purent dès lors fournir 40 % de la production française de vin.
Cette surproduction liée à la fabrication industrielle de vins factices, fut la cause de révolte des vignerons méridionaux en 1907. Ils exigèrent une protection législative pour éviter fraudes et tromperies.

## Géographie

### Orographie

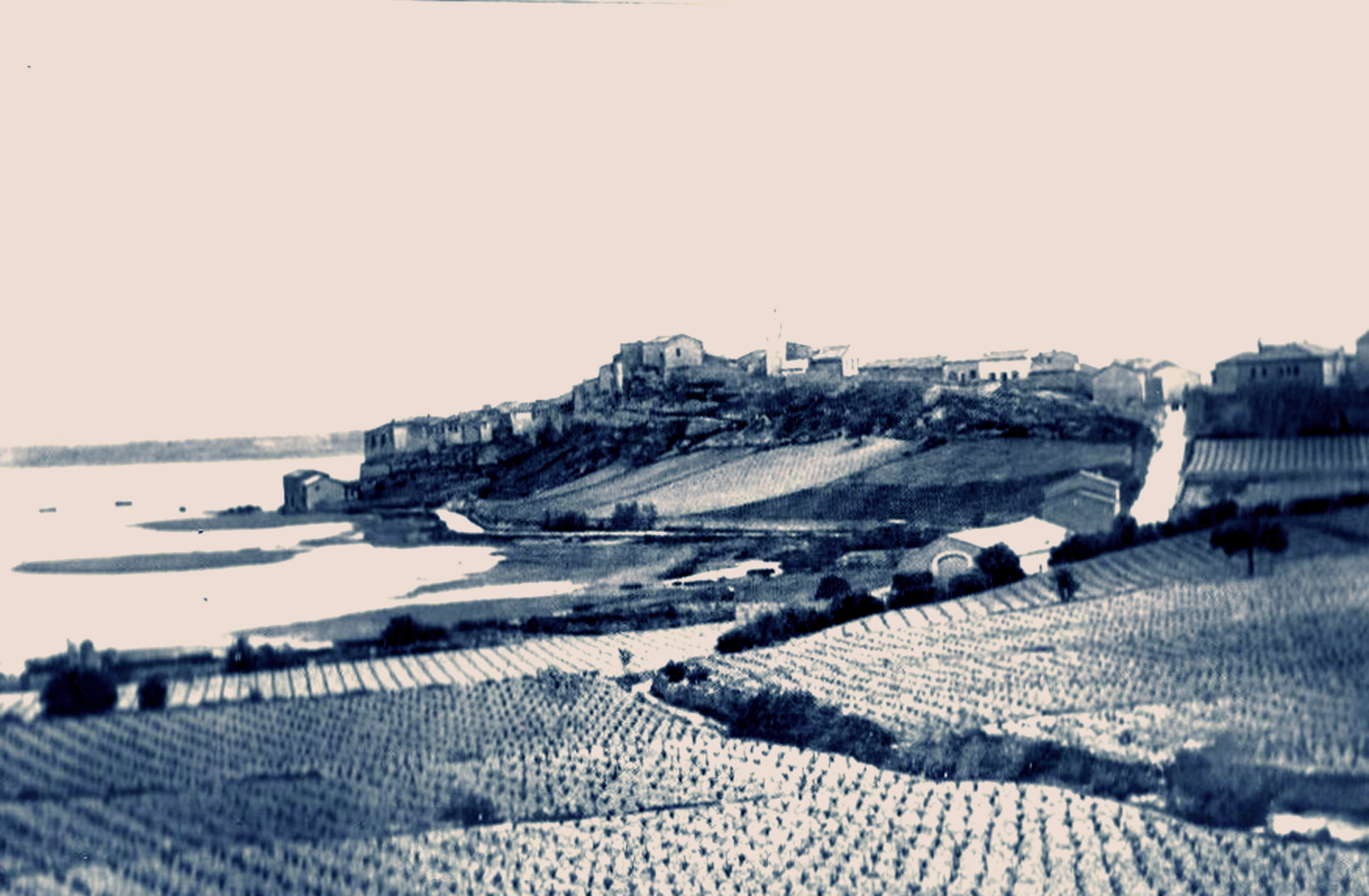
Le vignoble de Bages en 1931

Le vignoble producteur s'étend sur trois cantons du département de l'Aude. Le canton de Sigean, frontalier de la mer, est le plus bas avec 46 mètres. Les communes productrices sont situées entre 20 et 200 mètres d’altitude.

### Géologie
Ce terroir part du niveau de la mer pour s'arrêter au bord d'un massif de montagnes apparu il y a 65 millions d'années durant le tertiaire lors du rapprochement de la plaque ibérique sur le continent européen. Le littoral audois a son vignoble installé sur des calcaires durs aux sols peu profonds et caillouteux.

### Climat
Le climat de ce terroir viticole est de type méditerranéen. Il se caractérise par des hivers doux, des étés secs, une luminosité importante et des vents assez violents. Il compte 300 jours d'ensoleillement par an. La tramontane (Tramuntana) souffle fréquemment (un jour sur quatre, moins depuis quelques années) et amène une certaine fraîcheur en période estivale.
| Mois                              | jan. | fév. | mars | avril | mai  | juin | jui. | août | sep. | oct. | nov. | déc. | année |
| --------------------------------- | ---- | ---- | ---- | ----- | ---- | ---- | ---- | ---- | ---- | ---- | ---- | ---- | ----- |
| Température minimale moyenne (°C) | 4,4  | 5,1  | 7    | 8,9   | 12,4 | 16,1 | 18,8 | 18,8 | 15,6 | 11,9 | 7,6  | 5,3  | 11    |
| Température maximale moyenne (°C) | 12,3 | 13,4 | 15,7 | 17,6  | 21,3 | 25,3 | 28,8 | 28,4 | 25,1 | 20,4 | 15,6 | 13,2 | 19,8  |
| Record de froid (°C)              | −8,2 | −11  | −5,9 | 0,2   | 2,4  | 7,4  | 11,2 | 10,4 | 5    | −1,2 | −5,7 | −6,3 | −11   |
| Record de chaleur (°C)            | 25   | 26,5 | 28   | 32,4  | 34,4 | 36,8 | 40,5 | 38,7 | 36,8 | 34,2 | 28,1 | 26,7 | 40,5  |

## Vignoble

### Zone de production
Pour avoir droit à la dénomination coteaux-du-littoral-audois, 
les vins doivent être issus de vendanges récoltées sur le territoire des communes suivantes :

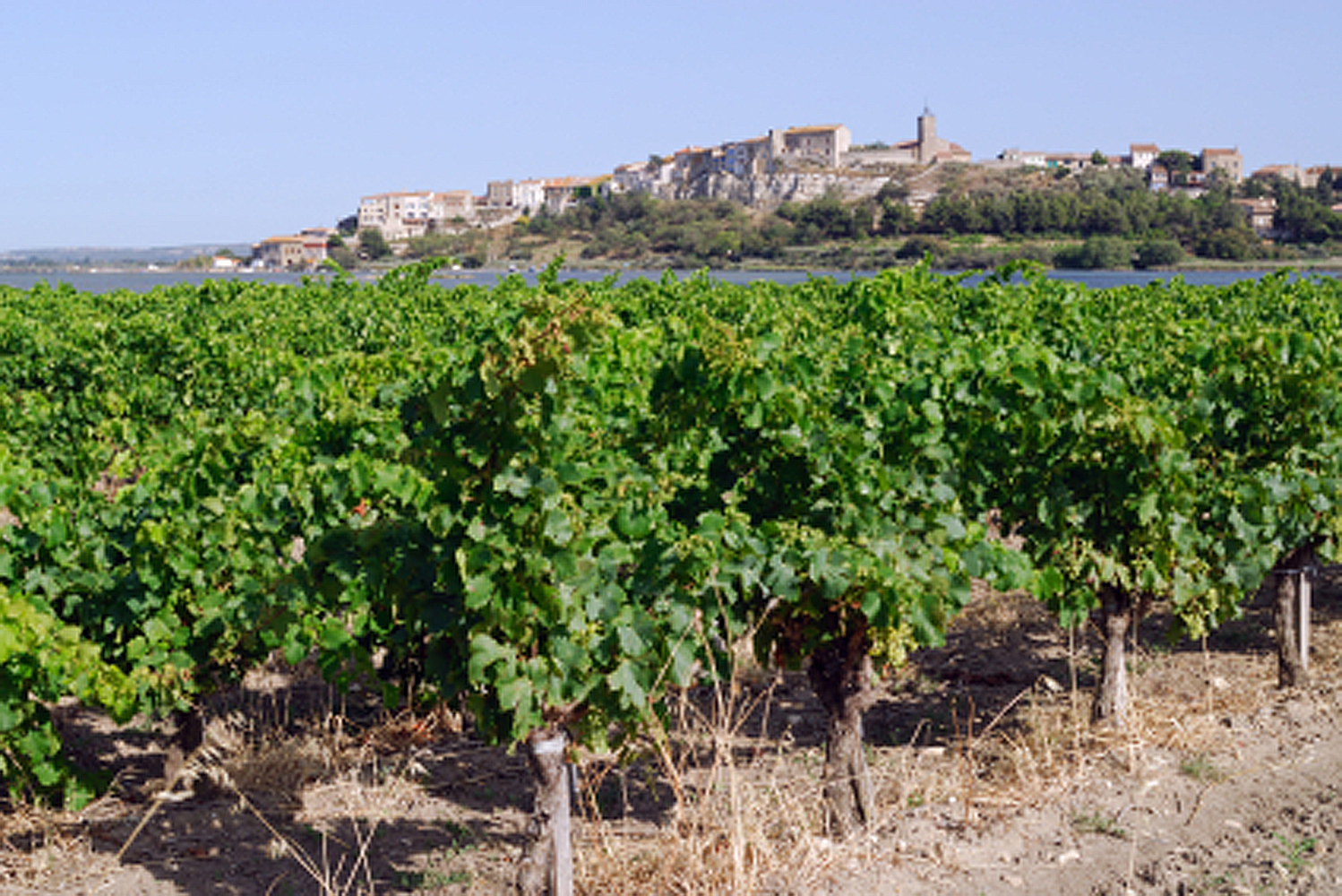
Bages et son vignoble
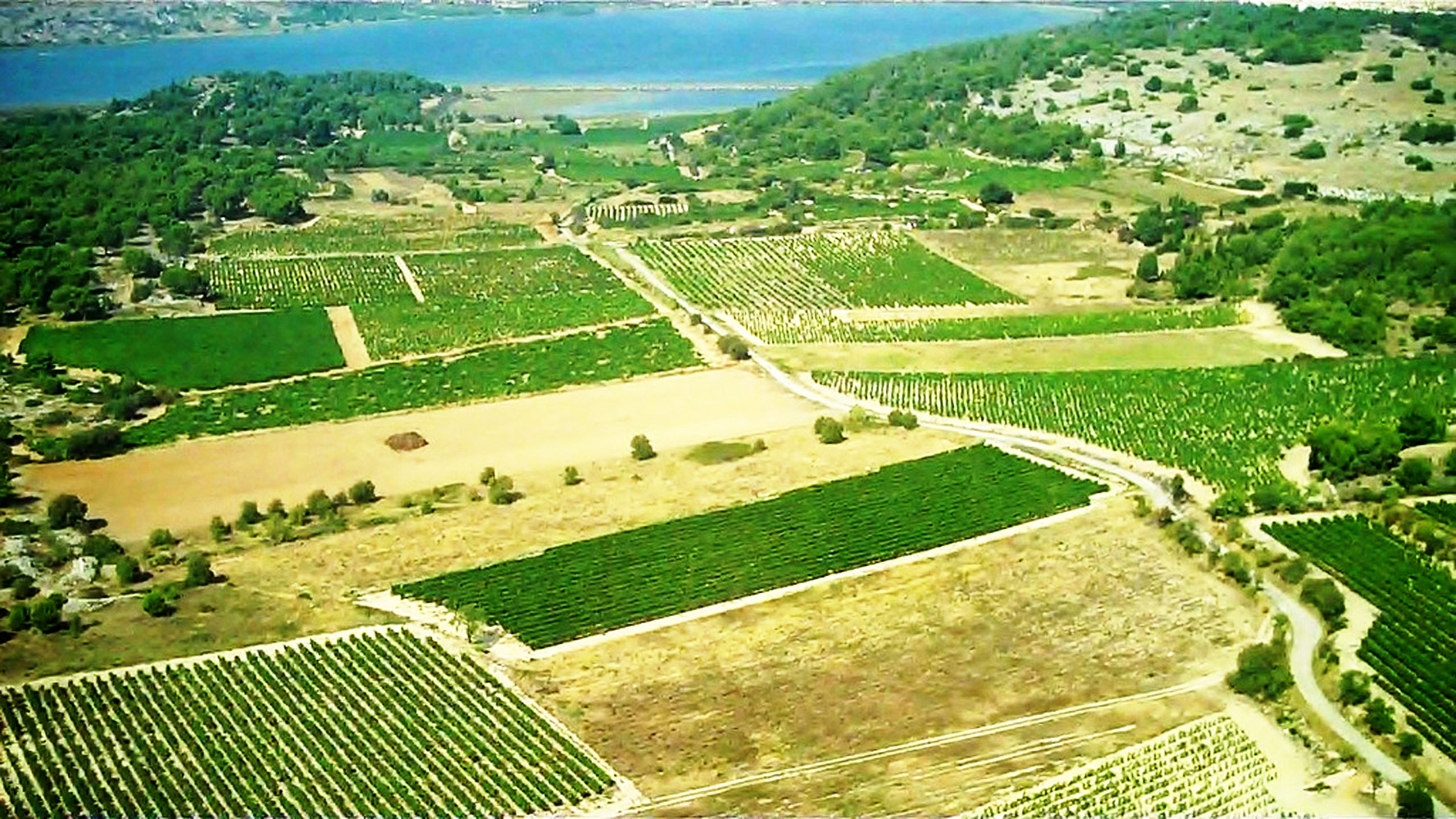
Gruissan et son vignoble

Arrondissement de Narbonne
- Canton de Coursan : commune de Gruissan
- Canton de Narbonne-Sud : commune de Bages
- Canton de Sigean : tout le canton, soit les communes de Caves, Feuilla, Fitou, La Palme, Leucate, Peyriac-de-Mer, Portel-des-Corbières, Port-la-Nouvelle, Roquefort-des-Corbières. Sigean et Treilles.

### Encépagement
Les principaux cépages sont :.
Cépages rouges
Cabernet-Sauvignon N, Cabernet franc N, Merlot N, Syrah N. Peuvent y être adjoints :  Mourvèdre N, Grenache N, Cinsault N et Pinot noir N.
Cépages blancs
Chardonnay B, Sauvignon B, Viognier B. Peuvent y être adjoints : Mauzac B, Muscat B et Chenin B.

### Méthodes culturales et réglementaires
Dès 1975, dans le Languedoc, a été entrepris une sélection au terroir. Dans l'Aude, les techniciens de la chambre d'agriculture ont, à la fois, caractérisé des terroirs et déterminé les cépages en fonction « du comportement du sol, de la gestion hydrique, et e la morphologie racinaire ». À cette adaptation a été jointe une recherche sur les différentes tailles et les meilleurs espacements entre les vignes. En même temps, un effort a été fait pour privilégier la fertilisation biologique aux dépens du chimique. De plus les viticulteurs ont été encouragés au développement de la culture raisonnée.

### Vinification et élevage
La vinification et l'élevage se sont aussi modernisés. « Un des handicaps naturels du vignoble du Languedoc fut longtemps les fortes températures au moment des vendanges. Dans une première étape, grâce à des groupes de froid, on évita de dépasser le seuil fatidique pour les levures ». L'utilisation de plus en plus généralisée des pompes à chaleur a, non seulement, permis la maîtrise des températures en œnologie, et d'obtenir des vins blancs et rosés de qualité, mais aussi de mettre en place de nouvelles méthodes d'élevage (suppression du SO2,
déclenchement de la fermentation malolactique, etc.) et de stockage (température fixée au dixième de degré).

### Terroir et vins

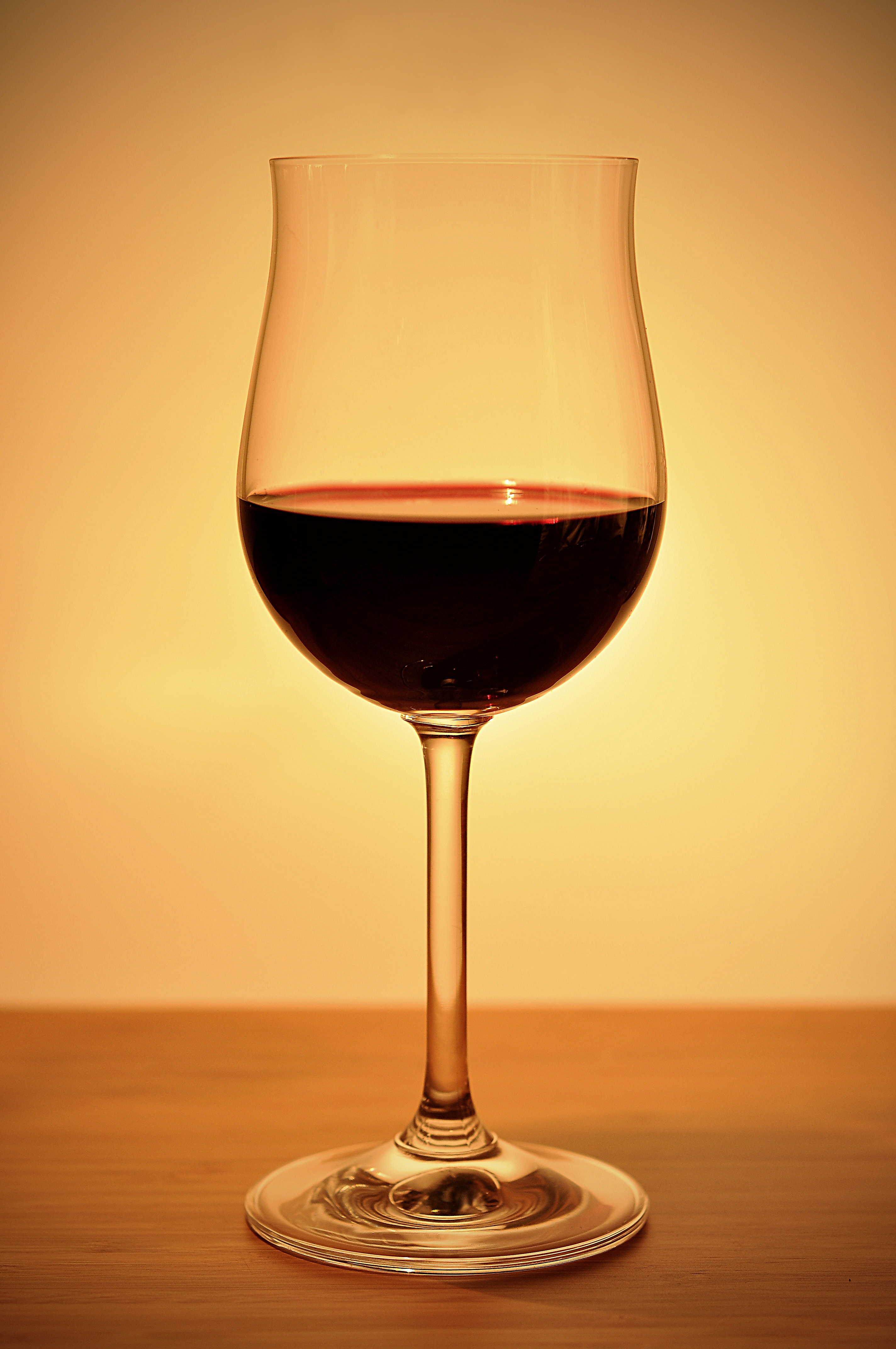
Coteaux-du-littoral-audois rouge

Ce terroir viticole « s'étend sur plus de 30 km de Narbonne jusqu'au Pyrénées-Orientales. Entre la mer Méditerranée, la montagne, les garrigues et lagunes ». Ses vins sont produits sur des coteaux au substrat très varié qui couvrent trois cantons ( Coursan, Narbonne-Sud et Sigean]. Leurs arômes se différencient grâce à des sols et des micro-climats situés entre montagne, mer et vallées. Ils vont des sols argilo-calcaires aux sables du Languedoc. Ces vins sont toujours très marqués par l'influence du climat méditerranéen.

### Vins et gastronomie

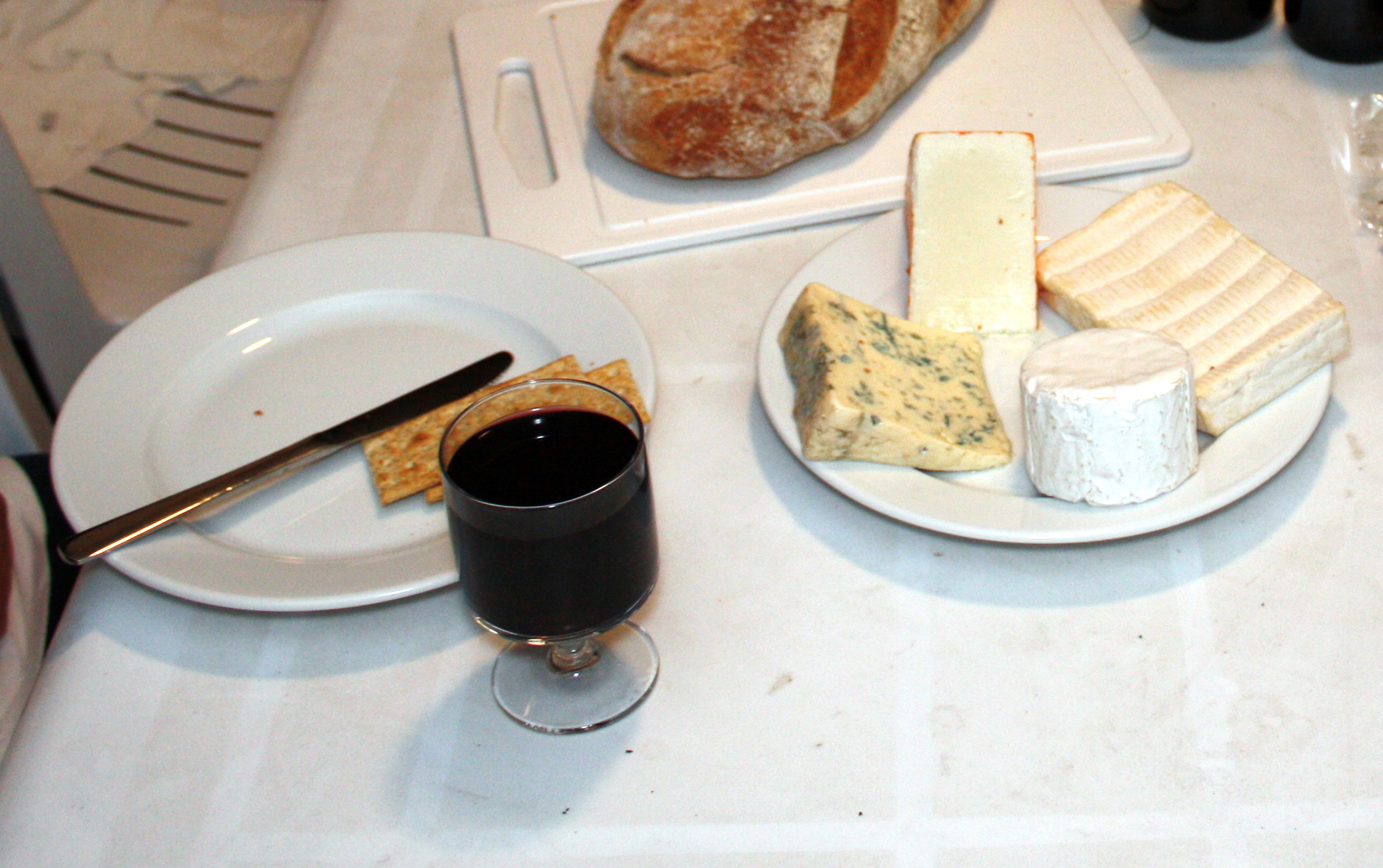
Coteaux-du-littoral-audois et gastronomie

Ces vins sont vinifiés en blanc, rosé et rouge. Leur temps de garde se situe entre 1 et 2 ans. Il est recommandé à la dégustation une température entre 8 et 10° pour les blanc et rosé, tandis que le rouge doit être servi entre 14 et 16°.
L'ensemble de ces vins est recommandé sur la cuisine méditerranéenne dont la pizza, la bouillabaisse, la paella, la ratatouille, ou des fruits tels que les fraises et le melon.
Les mets emblématiques de la cuisine audoise s'accordent parfaitement avec ces vins, pour les rouges le cassoulet et le fréginat ; pour les rosés, le velouté de pois cassés ; pour les blancs, les poissons et les fruits de mer.